# Diva (ster)

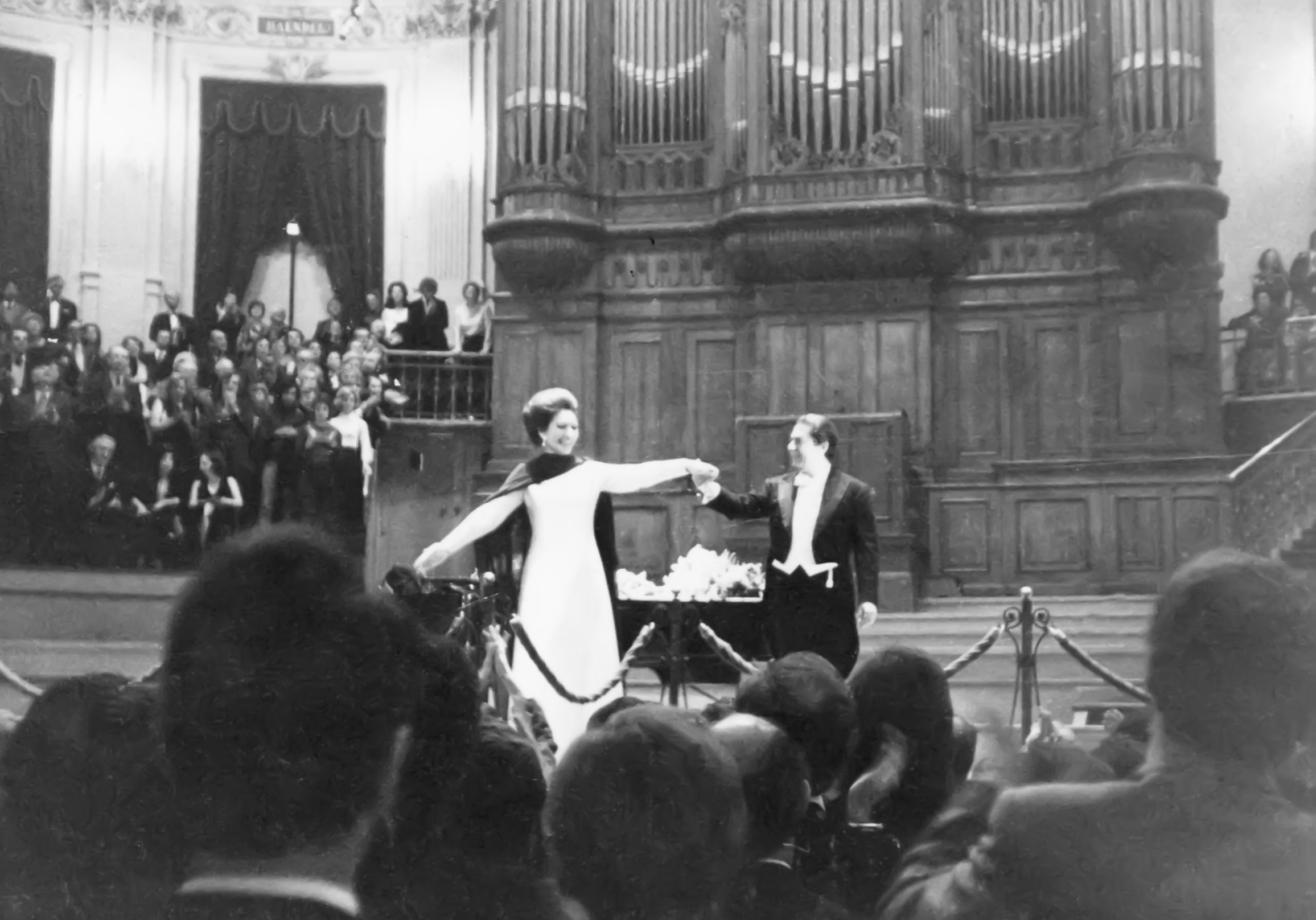
Maria Callas als een ware diva, tijdens haar afscheidstournee in het Concertgebouw in Amsterdam in 1973

Een diva is een gevierde zangeres. De term wordt gebruikt voor een vrouw met een zeer groot talent voor opera (operadiva). Het gebruik wordt uitgebreid naar theater, film of populaire muziek. De betekenis van diva ligt dicht bij prima donna.
Het woord komt uit het Italiaans, waar diva een vrouwelijke godheid aanduidt. Diva is dan ook de vrouwelijke vorm van divus, dat mannelijke godheid betekent. Grote diva's waren bij voorbeeld Maria Callas en Renata Tebaldi.
In het Italiaans bestaat ook de term divo, als mannelijke vorm. Deze wordt gebruikt voor een tenor zoals Enrico Caruso of Beniamino Gigli. De mannelijke vorm werd ook gebruikt door Tom Lanoye voor zijn eigen optreden in 2010. 